# In Your Own Sweet Way
In Your Own Sweet Way ist ein Jazztitel von Dave Brubeck, der 1955 bei Derry Music veröffentlicht wurde. Zu dem 1952 oder 1953 komponierten Stück in Liedform schrieb später seine Frau Iola Brubeck einen Text. Der Song entwickelte sich zu einem Jazzstandard.

## Entstehungsgeschichte
In Your Own Sweet Way entstand 1952 oder 1953; es war seit Jahren die erste Komposition, die Brubeck schrieb. In einem Interview für Len Lyons Buch The Great Jazz Pianists erörterte Brubeck den Anlass seiner Entstehung: Nach einem Konzert im Norden des Bundesstaats New York gab es im Hotel ein Gespräch zwischen Saxophonist Paul Desmond und ihm: „Wir brauchen wirklich Originalmaterial', denn wir haben praktisch nur Standards gespielt. Wir sollten jemanden finden, der etwas für uns schreibt“, meinte Desmond kritisch. Brubeck entgegnete, dass er wohl Witze mache, er sei doch selbst ein Komponist. „Ich kann zwei Originale in einer halben Stunde schreiben“. Er brachte, nur um das zu zeigen, innerhalb von 30 Minuten zwei Kompositionen zu Papier, eine davon war In Your Own Sweet Way. Es handelt sich um eine 32-taktige Ballade, die in B-Dur gehalten und in der Liedform AABA verfasst ist. Brubeck nahm den Song erstmals 1956 für sein Soloalbum Brubeck Plays Brubeck auf.

## Rezeption
Brubeck stellte In Your Own Sweet Way im Juli 1956 mit seinem Quartett beim Newport Jazz Festival vor; der Mitschnitt erschien auf dem Album Dave Brubeck and Jay and Kai at Newport. Erst 1961 wurde eine Live-Aufnahme mit seinem Quartett mit Desmond aus dem März 1956 veröffentlicht (Live From Basin Street); 1961 spielte er den Titel mit Streichern ein (veröffentlicht 1963 auf Brandenburg Gate: Revisited).
Bereits 1956 entstanden zwei Coverversionen von Miles Davis, im März 1956 mit Sonny Rollins, im Mai 1956 mit John Coltrane. Die Fassung auf seinem Album Workin’ with the Miles Davis Quintet enthält mehrere Akkordsubstitutionen und ein hinzugefügtes achttaktiges Zwischenspiel (das heute häufig auch von anderen Interpreten gespielt wird). Brubeck war durch die leichte Veränderung der Melodie durch den Trompeter, von der viele Musiker annahmen, dass sie so geschrieben sei, zunächst etwas erzürnt. In den frühen 1960er Jahren folgten Versionen von Stan Getz, Bill Evans (auch solo), Wes Montgomery, McCoy Tyner und Chet Baker. Die erste gesungene Fassung lieferte Carmen McRae auf ihrem Album Take Five 1961 (mit Brubeck am Piano).
1974 widmete Brubeck sich gemeinsam mit Anthony Braxton und Lee Konitz der Melodie. Auch die Pianisten George Cables, Keith Jarrett, Taylor Eigsti, David Hazeltine, Robert Glasper sowie Kenny Werner und die Gitarristen Tal Farlow, Attila Zoller, Joe Pass, Emily Remler und John Etheridge haben den Song aufgenommen. Im Jazzbereich existieren mehr als 300 Coverversionen.